# Johannes Weyer

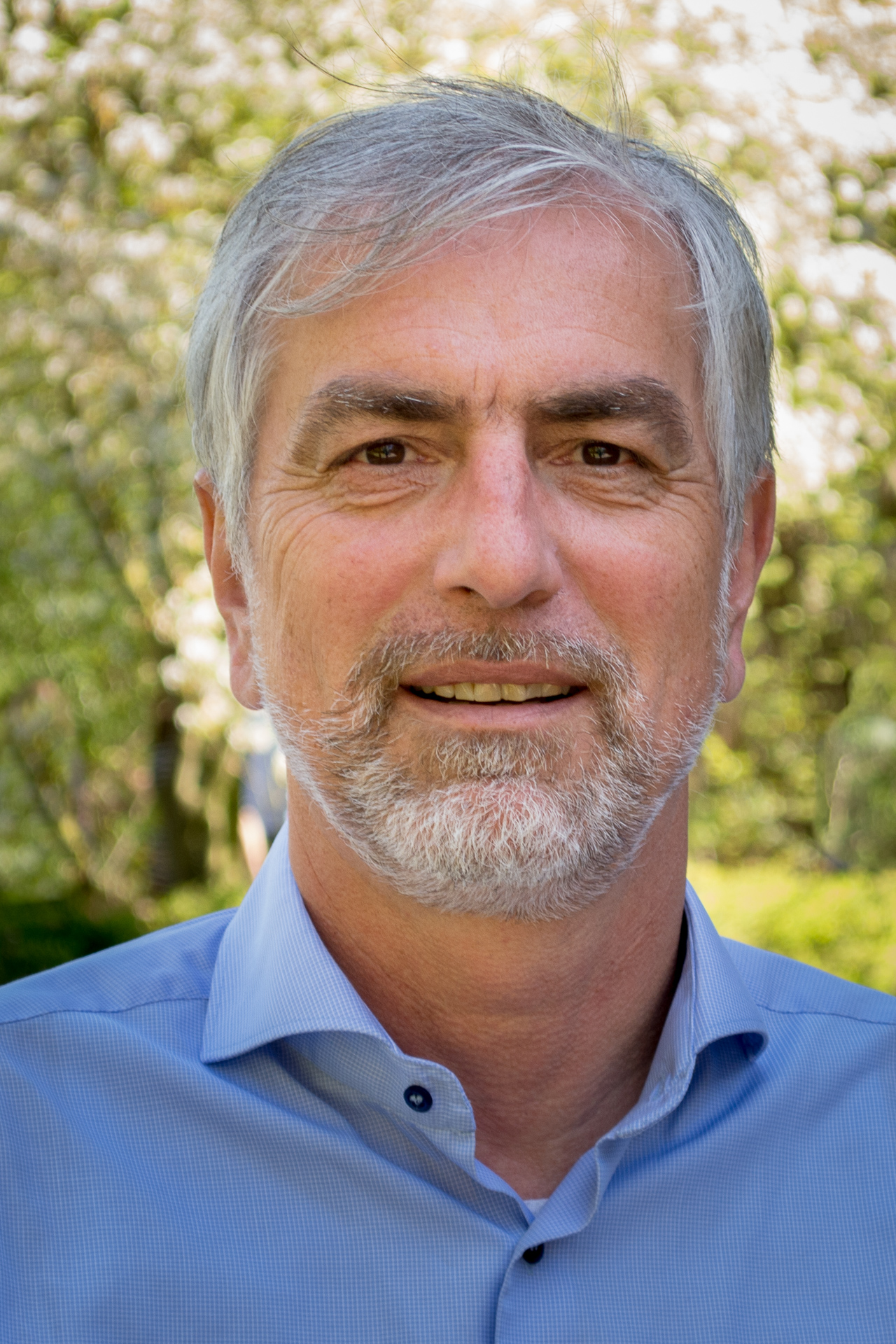
Johannes Weyer (2015)

Johannes Weyer (* 13. Juli 1956 in Idar-Oberstein in Rheinland-Pfalz) ist ein deutscher Soziologe und war von 2002 bis 2022 Inhaber der Professur für Techniksoziologie an der Technischen Universität Dortmund.

## Leben
Johannes Weyer ist der Sohn des Theologen Adam Weyer. Nach dem ersten Staatsexamen in den Fächern Sozialkunde und Deutsch (Lehramt an Gymnasien) 1979 promovierte Johannes Weyer 1983 zum Dr. phil. am Fachbereich Gesellschaftswissenschaften und Philosophie der Philipps-Universität Marburg. 1991 erfolgte die Habilitation, Venia „Soziologie, insb. Wissenschafts- und Techniksoziologie“ an der Universität Bielefeld. In seiner Habilitationsschrift hat Weyer am Beispiel des Politikfelds Raumfahrt den Modus der „interaktiven Kontextsteuerung“ in Akteur-Netzwerken herausgearbeitet und zudem den konkreten Verlauf der Technikentwicklung aus der sozialen Dynamik derartiger Netzwerke zu erklären versucht. Begutachtet wurde die Habilitation von Peter Weingart, Helmut Willke und Peter Lundgreen.
2019 wurde Weyer zum Mitglied der Deutschen Akademie der Technikwissenschaften (acatech) gewählt.

## Beruflicher Werdegang
Von 1984 bis 1999 lehrte Weyer an der Fakultät für Soziologie der Universität Bielefeld. Von 1993 bis 1998 war er Heisenberg-Stipendiat der Deutschen Forschungsgemeinschaft. Von 1992 bis 1993 vertrat er den Lehrstuhl für Soziologie (ehem. Ulrich Beck) an der Otto-Friedrich-Universität Bamberg und von 1996 bis 1997 den Lehrstuhl Technik und Gesellschaft (ehem. Thomas Malsch), an der Universität Dortmund. 1999 war er Mitarbeiter der Fernuniversität in Hagen, Fachbereich Erziehungs-, Sozial- und Geisteswissenschaften. Von 2002 bis 2022 war er Professor für Techniksoziologie an der Technischen Universität Dortmund, seit August 2022 ist er dort Seniorprofessor.

## Wissenschaftliche Aktivitäten

### Tätigkeiten
Von 1994 bis 1995 war Johannes Weyer Gastwissenschaftler am Max-Planck-Institut für Gesellschaftsforschung, Köln und von 2000 bis 2002 Bereichsleiter eLogistics am Forschungsinstitut für Telekommunikation Dortmund. Er ist Mitbegründer des peereviewed Online-Journal Science and Technology Studies (2005–2014).

### Werk
In Die Echtzeitgesellschaft plädiert Weyer nach eigenem Angaben für die Modellierung komplexer sozialer Systeme, „um [...] zu einem Verständnis ihrer Funktionsweise zu gelangen und [...] soziale Dynamiken wissenschaftlich fundiert zu erklären.“ Ähnlich der existierenden Computational Social Sciences fordert er: „Eine Soziologie, die von den anderen Disziplinen ernst genommen werden will, muss Modelle von Gesellschaft entwickeln, die die vermuteten Zusammenhänge (z.B. von Handeln und Struktur) abbilden und es ermöglichen, die eigenen Annahmen empirisch zu überprüfen.“

### Mitgliedschaften
Johannes Weyer ist Vorstandsmitglied der Sektion Wissenschafts- und Technikforschung der Deutschen Gesellschaft für Soziologie.

Das Deutsche Zentrum für Luft- und Raumfahrt (DLR) hat Johannes Weyer 2013 in den Programmausschuss Infrastruktur berufen.

## Ausgewählte Veröffentlichungen

### Monografien
- Die Echtzeitgesellschaft. Wie smarte Technik unser Leben steuert. Campus, Frankfurt am Main / New York 2019, ISBN 978-3-593-51013-2.
- Soziale Netzwerke. Konzepte und Methoden der sozialwissenschaftlichen Netzwerkforschung. Oldenbourg, München 2014, ISBN 978-3-486-76382-9.
- Techniksoziologie. Genese, Gestaltung und Steuerung sozio-technischer Systeme. Juventa, Weinheim 2008, ISBN 978-3-7799-1485-3.
- Wernher von Braun. (= rowohlts Bildmonographien). Rowohlt, Reinbek b. Hamburg 1999, ISBN 3-499-50552-5.
- mit U. Kirchner, L. Riedl und J. F. K. Schmidt: Technik, die Gesellschaft schafft. edition sigma, Berlin 1997, ISBN 3-89404-444-6.
- Westdeutsche Soziologie 1945–1960. Deutsche Kontinuitäten und nordamerikanischer Einfluss. Duncker & Humblot, Berlin 1984, ISBN 3-428-05679-5.

### Herausgegebene Sammelbände
- mit Ingo Schulz-Schaeffer (Hrsg.): Management komplexer Systeme. Konzepte für die Bewältigung von Intransparenz, Unsicherheit und Chaos. Oldenbourg Verlag, München 2009, ISBN 978-3-486-58809-5.
- als Hrsg.: Soziale Netzwerke. Konzepte und Methoden der sozialwissenschaftlichen Netzwerkforschung. Oldenbourg Verlag, München 2000, ISBN 3-486-58315-8. (2. Aufl. 2010)

### Artikel
- Robin D. Fink, Johannes Weyer: Autonome Technik als Herausforderung der soziologischen Handlungstheorie. In: Zeitschrift für Soziologie. 40 (2), 2011, S. 91–111. (PDF-Version)
- Marc Mölders, Robin D. Fink, Johannes Weyer: Modeling Scientists as Agents. How Scientists Cope with the Challenges of the New Public Management of Science. In: Journal of Artificial Societies and Social Simulation. 14 (4) 2011, S. 6. (Online-Version)
- Johannes Weyer: Modes of governance of hybrid systems. The Mid-Air Collision at Ueberlingen and the Impact of Smart Technology. In: Science, Technology & Innovation Studies. 2 (2), 2006. (Online-Version)
- Johannes Weyer: Die Risiken der Automationsarbeit. Mensch-Maschine-Interaktion und Störfallmanagement in hochautomatisierten Verkehrsflugzeugen. 26 (4), 1997, S. 239–257.
- Wolfgang Krohn, Johannes Weyer: Gesellschaft als Labor: Die Erzeugung sozialer Risiken durch experimentelle Forschung. In: Soziale Welt. 40 (3) 1989, S. 349–373.